# Gambusia holbrooki
Gambusia holbrooki, conosciuta nei luoghi d'origine come gambusia orientale ma in Italia soltanto come gambusia, è un piccolo pesce d'acqua dolce della famiglia dei Pecilidi.
Sono state inserite anche tra le specie esotiche aliene di interesse unionale, e a partire dal 2 agosto 2024 non è più possibile detenerle o cederle a terzi in tutto il territorio europeo. Il loro rilascio in natura è già vietato con pesanti sanzioni penali.

## Distribuzione e habitat
Questi pesci sono nativi delle acque dolci e salmastre degli Stati Uniti bagnati dall'Atlantico, dal New Jersey all'Alabama. Nel corso del XX secolo sono stati introdotti in molte zone paludose del mondo (tra cui l'Italia e tutta l'Europa meridionale) per combattere le zanzare.

## Descrizione
G. holbrooki presenta un chiaro dimorfismo sessuale: il maschio è minuto, con testa piccola, dorso incurvato, ventre arrotondato e un lungo e sottile peduncolo caudale, terminante in una coda arrotondata. La pinna dorsale è alta, le ventrali sono appuntite, l'anale è trasformata in organo copulatore (gonopodio). La livrea maschile vede un fondo bruno chiaro, semitrasparente, dai riflessi metallici. La femmina ha corpo più ampio e lungo, con un dorso più lineare e un grande ventre arrotondato. Le pinne sono ampie. La livrea femminile è ancora più semplice: un uniforme colore grigio-bruno, tendente al giallo trasparente.

I maschi raggiungono una lunghezza massima di 3,5 cm, le femmine anche gli 8 cm.

## Riproduzione

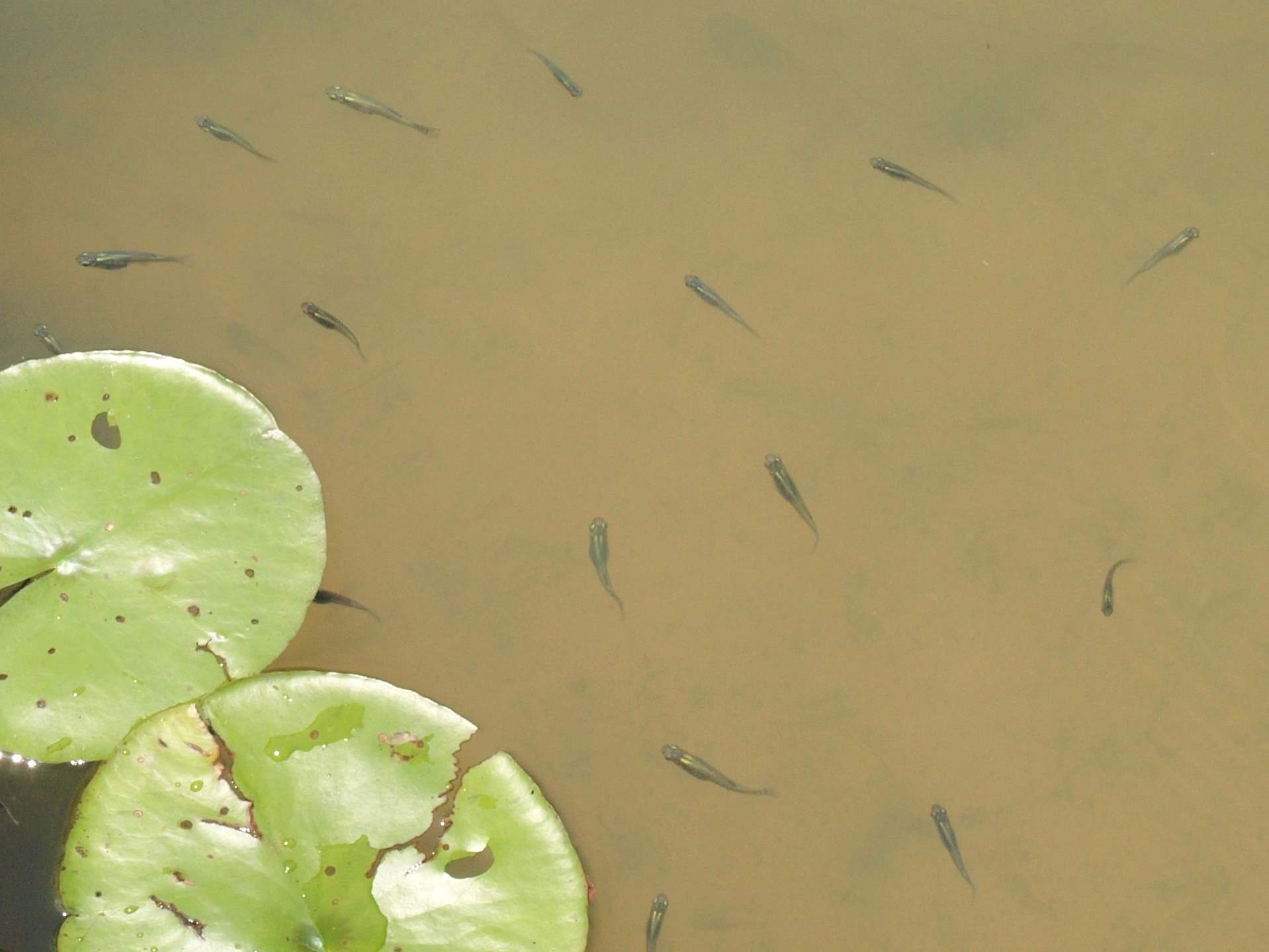
Gambusie orientali in uno stagno della Carolina del Sud

La fecondazione è interna e avviene mediante passaggio di spermatozoi dal corpo del maschio a quello della femmina con il gonopodio. La gestazione dura 3-4 settimane, dopo i quali la femmina partorisce circa 40-60 avannotti bianco-trasparenti e completamente indipendenti (sono stati registrati parti di oltre 350 nuovi nati).

## Agente di controllo biologico
La specie è famosa per cibarsi di larve di zanzara, tanto da essere chiamata in inglese mosquitofish, pesce delle zanzare. Per tale motivo è stata introdotta in Molti Paesi del mondo, assieme alla simile Gambusia occidentale, come agente di controllo biologico per impedire la proliferazione delle zanzare in ambienti acquatici, specialmente in zone interessate dalla presenza della Malaria.
È questo il caso dell'Italia, dove G. holbrooki è stata introdotta a partire dagli anni '30 con lo scopo di eradicare la malaria dalle zone paludose del Paese, in special modo dalla pianura pontina, oggetto di un imponente intervento di bonifica da parte del regime fascista. Purtroppo la specie si è rivelata essere un agente di controllo biologico altamente inadeguato e dannoso per l'ambiente, in quanto si nutre di una vasta gamma di invertebrati e piccoli vertebrati acquatici, senza agire specificatamente sulle zanzare, che non hanno subito la riduzione sperata. Al contrario, G. holbrooki ha causato e causa gravi danni alla biodiversità degli ambienti in cui è stata introdotta, risultando essere una specie altamente invasiva. 
Alla vasta dieta si combina la grande adattabilità a diverse condizioni ambientali di questa specie, in grado di sopravvivere anche in acque scarsamente ossigenate, salmastre e dalle basse temperature, nonostante sia di origine tropicale. Per tale motivo è altamente sconsigliato il suo utilizzo per impedire la proliferazione delle zanzare in laghetti e stagni, e dunque la sua ulteriore diffusione, per evitare i risultanti impatti.

## Alimentazione
Molto voraci, questi pesci si cibano di larve di insetti, insetti acquatici (come zanzare e Ephemeroptera), vermi e crostacei.

## Specie affini
Gambusia affinis è una specie estremamente simile a G. holbrooki (da cui è distinguibile solo ad un occhio esperto), anch'essa introdotta in Europa ma assente in Italia.

## Acquariofilia
Anche se non appariscente come i guppy, al quale le femmine assomigliano parecchio, questi pesci sono commerciati in tutto il mondo e destinati prevalentemente all'allevamento in stagni e piscinette dei giardini delle case, proprio a causa della loro alimentazione a base di larve di zanzara. Sono inoltre utilizzati per fornire cibo vivo alle specie carnivore di pesci d'acqua dolce.